# ニルマトレルビル

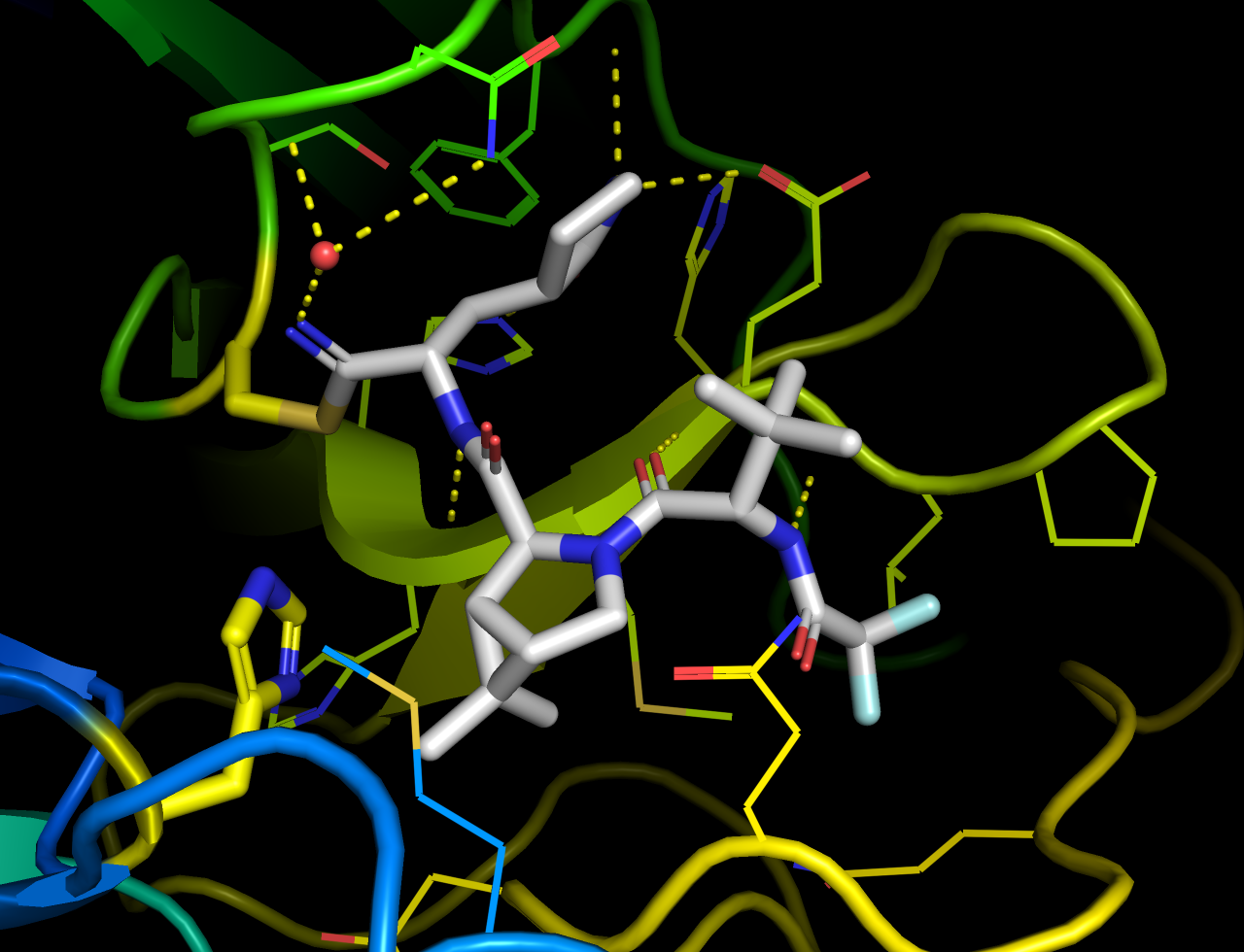
SARS-CoV-2のプロテアーゼ阻害剤PF-07321332がウイルスの3CLpro（Mpro）プロテアーゼ酵素と結合した構造のX線結晶（PDB: 7SI9oyobi7VH8）。薬剤を棒で、タンパク質をリボンで示している。触媒残基（His41, Cys145）は黄色の棒で示されている。

ニルマトレルビル（Nirmatrelvir、開発コード：PF-07321332）は、ファイザー社が開発した抗ウイルス剤で、経口活性のある3C様プロテアーゼ阻害剤として作用する。酵素の触媒システイン（Cys145）残基に直接結合する共有結合型の阻害剤である。

## 新型コロナウイルス感染症の治療薬として
ニルマトレルビルはリトナビルとの合剤(カクテル療法)がCOVID-19の治療薬として、医薬品第3相試験が行われ、2021年11月、ファイザー社は、症状発現後3日以内に投与した場合に入院を89%減少させるなど、良好な第2/第3相試験の結果を発表した。
英国では本剤の備蓄が開始され、オーストラリアでは50万治療単位の予備注文が行われている。日本では、2022年2月10日に医薬品医療機器等法第14条の3に基づき特例承認された。
商品名はPaxlovid PACK (パキロビッドパック)である。
この併用療法では、リトナビルがシトクロムP450酵素によるニルマトレルビルの代謝を遅らせ、主薬の血中濃度を高く維持する役割を果たす。

## 開発
コロナウイルスのプロテアーゼは、ウイルスのポリプロテインの複数の部位（通常はグルタミン残基の後ろ）を切断する。関連するヒトライノウイルスを用いた初期の研究では、柔軟性のあるグルタミンの側鎖を硬いピロリドンで置き換えることができることが示された。その後、これらの薬剤はSARSを含む他の病気のためにさらに開発された。
3CLプロテアーゼを標的とすることの有用性は、GC376（GC373のプロドラッグ）が、これまで100%の致死率だったネココロナウイルス疾患、FIPVによる猫伝染性腹膜炎の治療に使用されたことで初めて実証された。ファイザー社の医薬品は、システインと共有結合をするアルデヒド基がニトリル基に置き換えられたGC373の類似化合物である。
PF-07321332は、初期の臨床候補薬であるPF-07304814を改良して開発された。PF-07304814も共有結合型の阻害剤であるが、反応基（warhead、弾頭）はヒドロキシケトンのリン酸プロドラッグである。PF-07304814は静脈内投与する必要があるため，病院での使用に限られる。このトリペプチド模倣物を段階的に改良することで，経口投与に適したPF-07321332が誕生した。主な変更点は、水素結合供与体の数を減らし、回転可能な結合の数を減らしたことであり、初期の阻害剤に見られるロイシン残基を模倣した剛直な二環性の非天然型アミノ酸を導入した。この残基は以前、ボセプレビルの合成に使用されていた。

## 供給

### 日本
2022年の時点では、日本では一般流通は許可されておらず、供給は厚生労働省による管理下にあった。医療機関からの要請があり、かつ厚生労働省が指定した条件を満たした場合のみ、厚生労働省から提供される形になっていた。許可条件は重症化リスクの高い患者に限定される。また、使用を望む医療機関は「パキロビッド登録センター」に登録申請を行う必要があった。
その後、2023年3月15日より公的医療保険の適用となり薬価収載されることとなった。薬価はパキロビッドパック300は1シートあたり12538.6円、パキロビッドパック600は1シートあたり19805.5円で、治療1回（5日間）換算で約99000円となるが、当面の間は政府方針で患者に対して無料供給を継続する。なお、保険適用に伴い従来の国による一括買い上げからの医療機関・薬局への配布方式は終了となり、同月22日より一般流通が開始し上市された。なお、従前と変わらず、引き続き入手には医師による患者への処方箋が必要となる。